# مارپینگن
مارپینگن (به آلمانی: Marpingen) یک شهر در آلمان است که در سانکت وندل واقع شده‌است. مارپینگن ۱۱٬۱۷۲ نفر جمعیت دارد.